# Steven Ma

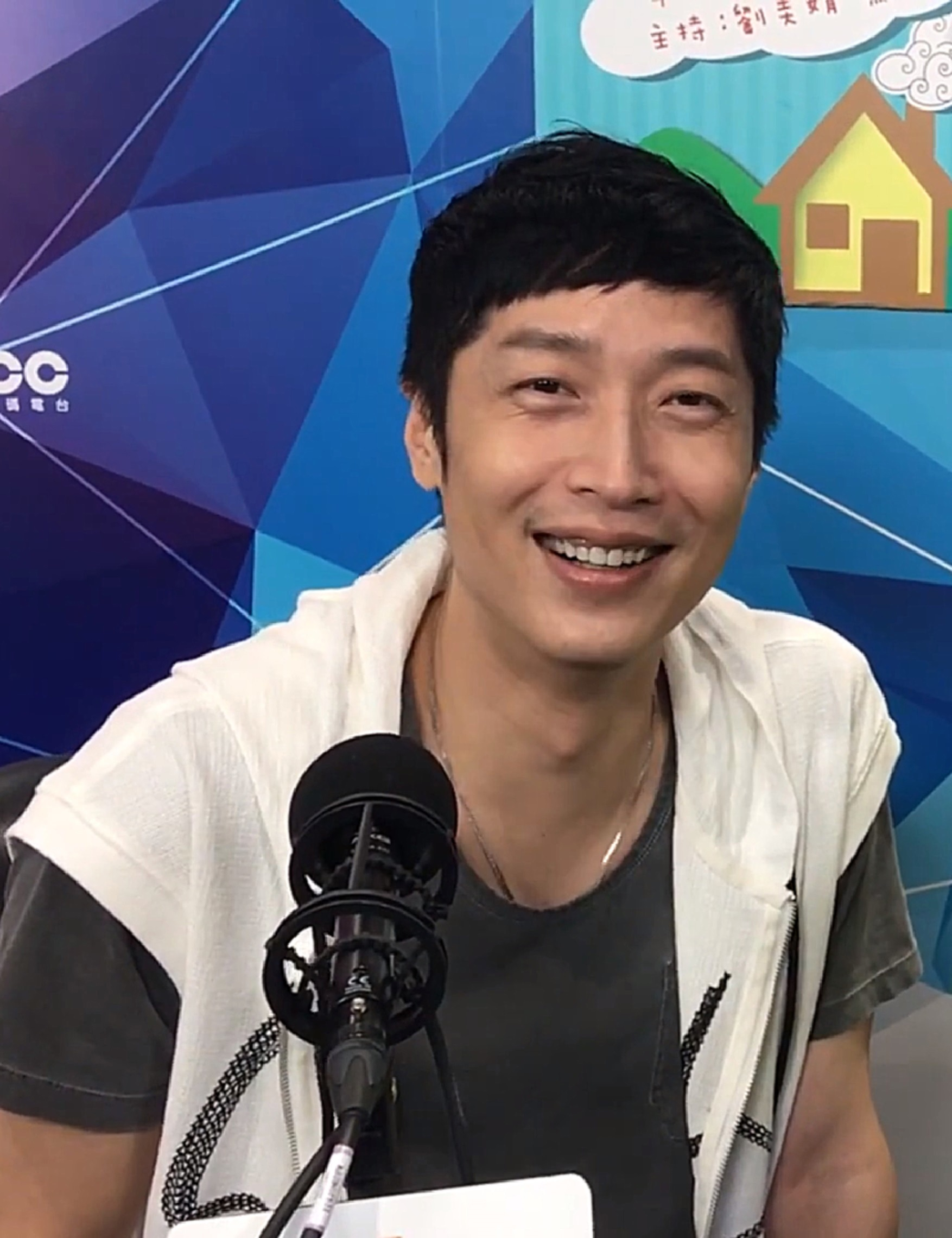
Steven Ma

Steven Ma (chinesisch 馬浚偉 / 马浚伟, Pinyin mă jùn wĕi, kantonesisch maa5 zeon3 wai5; * 26. Oktober 1971 in Hongkong) ist ein chinesischer Filmschauspieler und Sänger.

## Leben
Steven Ma spielte zu Beginn seiner Karriere zunächst nur kleinere Nebenrollen; mit The File of Justice IV gelang ihm dann der Durchbruch, wonach er überwiegend Hauptrollen erhielt.

## Filmografie
- 1995: The File of Justice IV
- 1997: The File of Justice V
- 1998: The Deer and the Cauldron
- 1998: Healing Hands
- 1998: ICAC Investigators 1998
- 2000: Return Of The Cuckoo
- 2001: On the Track or Off
- 2001: In the Realm Of Success
- 2002: Where The Legend Begins
- 2003: Perish In The Name Of Love
- 2003: Better Halves
- 2003: Virtues of Harmony II
- 2006: Safe Guards
- 2006: Land of Wealth
- 2007: The Brink of Law
- 2007: A Change of Destiny
- 2007: Steps
- 2008: The Gentle Crackdown II
- 2008: A Journey Called Life
- 2009: Sweetness in the Salt
- 2009: A Watchdog's Tale
- 2010: Ghost Writer
- 2011: 7 Days In Life

## Auszeichnungen
- TVB 2006 Anniversary – Favorite Character Award for Sheung Chi in Safe Guards
- 2006 TVB Top 10 Most Popular Artistes